# 快運航空
快運航空（英語：Express Airways d.o.o.）是一家以馬里伯爾愛德華·盧希揚機場為基地，已結業的斯洛文尼亞航空公司。快運航空在德國杜塞尔多夫設有分公司。

## 歷史
快運航空在1999年成立，替聯邦快遞執行貨運航班，機隊有福克F27，肖特360和空中客车A300。2012年，該公司在斯洛文尼亞成立了一所飛行學校，並開始提供載客航班服務。
2016年，斯洛文尼亞取消了快運航空的空運營運許可。

## 機隊
截至2016年8月，快運航空的機隊如下：